# Hana yori dango
Hana yori dango (jap. 花より団子, dt. „lieber Klößchen als Blumen“) ist ein japanisches Sprichwort. Es bedeutet etwa „Praktisches geht vor Ästhetik“.
Mit einem leicht ironischen Beigeschmack fasst es die Realität der einfachen Stände zusammen, die sich nicht die hohen ästhetischen Ideale der höheren Stände leisten können.
Im Butō ist das Sprichwort mit einer Berliner Inszenierung unter dem Titel „Hana mo dango mo“ (Sowohl Brot als auch Schönheit) aufgenommen worden.